# Мелихарек, Тибор
Тибор Мелихарек (словац. Tibor Melichárek; род. 21 января 1976 года, Топольчани, Чехословакия) — словацкий хоккеист, правый нападающий.

## Карьера
Воспитанник хоккейной школы ХК «Топольчани». Выступал за ХК «Топольчани», «Слован» (Братислава), «Дукла» (Тренчин), СХК «37 Пьештяны», «Спарта» (Прага), «Тржинець», ХК «Ческе Будеевице».
В составе национальной сборной Словакии провел 39 матчей (8 голов); участник чемпионатов мира 2007 и 2008 (11 матчей, 1+0).